# Кетрін Гардвік
Гелен Кетрін Гардвік (англ. Helen Catherine Hardwicke; нар. 21 жовтня 1955, Мак-Аллен, Техас) — американська архітекторка, художниця-постановниця, режисерка, сценаристка та продюсерка.

## Біографія
Є два твердження про місце народження Гелен Гардвік. У деяких джерелах згадується Кемерон, штат Техас, але більшість інформації про Мак-Аллен[кого?] стосується південного кордону Техасу з Мексикою. Дочка Джона Бенджаміна Гардвіка та Джеймі Елберти Беннетт, вона вивчала мистецтво в Мексиці та здобула ступінь з архітектури в Техаському університеті в Остіні. Один із їхніх найбільших проєктів — комплекс таунгаузів площею 20 гектарів на сонячних батареях.
У 1980-х роках Гардвік вирішила зайнятися кінобізнесом і вступила до Каліфорнійського університету в Лос-Анджелесі. З 1986 року працювала художницею-постановницею, спочатку над незалежними фільмами, а згодом над більш відомими проєктами, такими як «Три королі» (1999) і «Ванільне небо» у 2001 році. У 2003 році Гардвік дебютувала як режисерка з драматичним фільмом «Тринадцять», для якого вона також спільно з Ніккі Рід написала сценарій.
Її четвертий режисерський проєкт, літературна екранізація «Сутінки», прем'єра якої відбулася в листопаді 2008 року в США, мала міжнародний комерційний успіх.
У 2011 році Гардвік зняла фантастичний трилер «Червона шапочка», а в 2013 році — пілот телесеріалу «Нерозсудливі». 
Того ж року вона отримала переважно негативні відгуки про фільм «Плюш», драму для дорослих з Емілі Браунінґ у головній ролі, яку вона зняла, спродюсувала та була співавторкою сценарію.

## Фільмографія (добірка)
Режисерування:
- 2003: Тринадцять
- 2005: Королі Доґтауна
- 2006: Божественне народження
- 2008: Сутінки
- 2011: Червона шапочка
- 2013: Безрозсудний (серіал, пілот)
- 2013: Запали мене
- 2015: Уже сумую за тобою
- 2016: Свідки (серіал, 2 серії)
- 2022: Кабінет курйозів Ґільєрмо дель Торо (телесеріал, серія 1x06)
- 2023: Мафія Мама

## Відзнаки
Кетрін Гардвік отримала нагороди за фільм «Тринадцять» на численних кінофестивалях, зокрема на кінофестивалі «Санденс», Нантакетському кінофестивалі і Міжнародному кінофестивалі в Локарно.